# Atelopus patazensis
Atelopus patazensis is een kikker uit de familie padden (Bufonidae) en het geslacht klompvoetkikkers (Atelopus). De soort werd voor het eerst wetenschappelijk beschreven door Pablo J. Venegas, Alessandro Catenazzi, Karen Siu-Ting en Jorge Carrillo in 2008. Omdat de soort pas sinds recentelijk is beschreven wordt de kikker in veel literatuur nog niet vermeld.
Atelopus patazensis leeft in delen van Zuid-Amerika en komt endemisch voor in Peru. De kikker is bekend van een hoogte van 2500 tot 3000 meter boven zeeniveau. De soort komt in een relatief klein gebied voor en is hierdoor kwetsbaar. Door de internationale natuurbeschermingsorganisatie IUCN wordt de soort beschouwd als 'Kritiek'.
Atelopus patazensis heeft een zwarte lichaamskleur met oranje vlekken. De mannetjes worden tot ongeveer 4 centimeter lang, vrouwtjes worden groter tot 4,8 cm.